# Home Dead
Home Dead er titlen på den tredje EP fra den danske rockgruppe Kashmir, udgivet den 3. april 2001. EP'en er udgivet to år efter studiealbummet The Good Life, og indeholder remix af sange derfra samt gæsteoptræden fra sangerinden Randi Laubek.
Det er den første udgivelse hvor keyboardspiller og guitarist Henrik Lindstrand medvirker, efter han indtrådte i bandet i 2000 efter at have turneret med Kashmir året forinden.

## Spor
1. "Undisturbed" – 2:44
2. "Home Dead" –
3. "The Ghost Of No One" (featuring Randi Laubek) – 5:51
4. "Miss You (Slight Return)" – 5:22
5. "Just A Phase" – 3:27
6. "Mom In Love, Daddy In Space (Opiate Version)" – 5:08
7. "Gorgeous (Opiate Version)" – 6:39